# Gino Coutinho
Gino Coutinho ('s-Hertogenbosch, 5 augustus 1982) is een Nederlands voormalig voetballer die als doelman speelde.

## Clubcarrière

### PSV
Coutinho speelde voor SV Real Lunet voor hij werd ontdekt door PSV. In het seizoen 2000/01 stond Coutinho vier keer onder de lat van de Eindhovenaren. Tijdens het seizoen 2001/02 kwam Coutinho niet in actie bij PSV, dus werd er besloten dat hij verhuurd moest worden.

### Den Bosch, NAC en Vitesse
PSV liet hem daarna naar FC Den Bosch gaan, alwaar hij reservekeeper werd. Ook in 's-Hertogenbosch kwam hij niet aan de bak. Dus keerde hij aan het einde van het seizoen terug naar PSV zonder een wedstrijd gespeeld te hebben. Coutinho vertrok in seizoen 2003/04 naar NAC Breda waar hij 3 keer keepte voordat hij weer vertrok. Vanaf seizoen 2004/05 keepte Coutinho als reserve bij Vitesse. In totaal speelde Coutinho vier officiële wedstrijden voor Vitesse: één competitie-, één beker- en twee play-offwedstrijden. In de zomer van 2006 vertrok Coutinho naar FC Den Bosch waar hij in twee seizoenen tot dertien competitiewedstrijden is gekomen, omdat hij kampte met blessures en de concurrentiestrijd met Niki Mäenpää verloor.

### Eerste keeper bij ADO

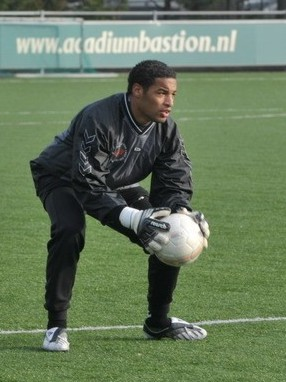
Coutinho namens ADO Den Haag in 2009

In 2008 tekende Coutinho bij ADO Den Haag. Op 2 augustus 2009 debuteerde hij voor ADO. Op 29 mei 2011 behaalde Coutinho Europees voetbal met ADO Den Haag. Coutinho stopte een van de penalty's in de penalty serie in de laatste play-off wedstrijd tegen FC Groningen. Voor ADO Den Haag was het de eerste keer sinds seizoen 1987/88 (toen nog FC Den Haag geheten) dat de club Europees voetbal behaalde. Van 2010 tot 2014 was Coutinho eerste doelman in Den Haag.

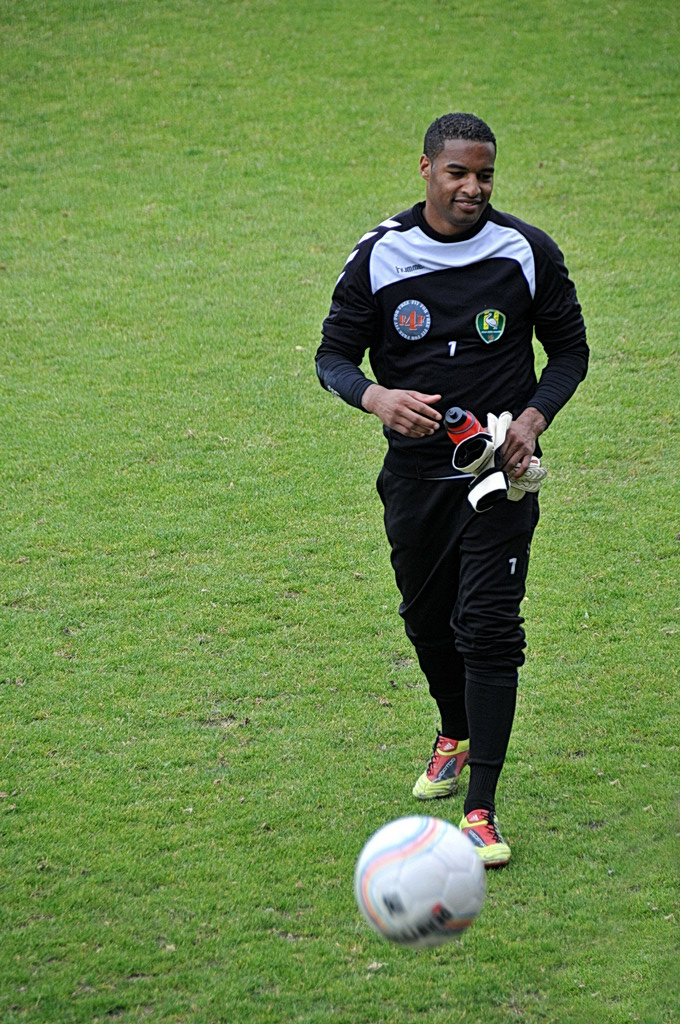
Coutinho namens ADO Den Haag in 2011

### Excelsior en AZ
In zijn eerste en enige seizoen bij Excelsior speelde hij ongeveer de helft van de wedstrijden dat seizoen. Hij vertrok naar AZ, speelde in het eerste seizoen elf wedstrijden, maar kwam daarna ook bij AZ amper aan de bak. Hij speelde ook één wedstrijd in de Jupiler League voor Jong AZ.

### N.E.C.
Op 13 juni 2018 werd bekend dat Gino Coutinho voor twee seizoenen had getekend bij N.E.C.. Op 17 augustus maakte hij tijdens de eerste speelronde zijn debuut voor N.E.C. in de thuiswedstrijd tegen SC Cambuur in de Eerste divisie. Op 2 september 2018 werd bekend dat Coutinho zijn contract ingeleverd had en definitief stopte met voetballen.

### Sparta Nijkerk
Eind augustus 2019 verbond hij zich aan Sparta Nijkerk dat uitkomt in de Derde divisie. Hier keepte hij tot 1 juli 2021, waarna hij zijn voetbalcarrière in eerste instantie beëindigde.

### SV Batavia '90
In februari 2022 werd bekend dat Coutinho vanaf de zomer van dat jaar uit zou gaan komen voor SV Batavia '90, een amateurvereniging die zich graag wil vestigen in de top van het amateurvoetbal.

## Clubstatistieken
| Seizoen                      | Club           | Competitie     | Competitie | Competitie | Beker | Beker | Overig | Overig | Totaal | Totaal |
| Seizoen                      | Club           | Competitie     | Wed.       | Dlp.       | Wed.  | Dlp.  | Wed.   | Dlp.   | Wed.   | Dlp.   |
| ---------------------------- | -------------- | -------------- | ---------- | ---------- | ----- | ----- | ------ | ------ | ------ | ------ |
| 2000/01                      | PSV            | Eredivisie     | 4          | 0          | 0     | 0     | 0      | 0      | 4      | 0      |
| 2001/02                      | PSV            | Eredivisie     | 0          | 0          | 0     | 0     | 0      | 0      | 0      | 0      |
| 2002/03                      | → FC Den Bosch | Eerste divisie | 0          | 0          | 0     | 0     | 0      | 0      | 0      | 0      |
| 2003/04                      | NAC Breda      | Eredivisie     | 3          | 0          | 0     | 0     | 1      | 0      | 4      | 0      |
| 2004/05                      | Vitesse        | Eredivisie     | 0          | 0          | 0     | 0     | 0      | 0      | 0      | 0      |
| 2005/06                      | Vitesse        | Eredivisie     | 1          | 0          | 0     | 0     | 0      | 0      | 1      | 0      |
| 2006/07                      | FC Den Bosch   | Eerste divisie | 11         | 0          | 0     | 0     | 0      | 0      | 11     | 0      |
| 2007/08                      | FC Den Bosch   | Eerste divisie | 2          | 0          | 0     | 0     | 0      | 0      | 2      | 0      |
| 2008/09                      | ADO Den Haag   | Eredivisie     | 0          | 0          | 0     | 0     | 0      | 0      | 0      | 0      |
| 2009/10                      | ADO Den Haag   | Eredivisie     | 4          | 0          | 0     | 0     | 0      | 0      | 4      | 0      |
| 2010/11                      | ADO Den Haag   | Eredivisie     | 33         | 0          | 2     | 0     | 4      | 0      | 39     | 0      |
| 2011/12                      | ADO Den Haag   | Eredivisie     | 34         | 0          | 0     | 0     | 4      | 0      | 38     | 0      |
| 2012/13                      | ADO Den Haag   | Eredivisie     | 26         | 0          | 0     | 0     | 0      | 0      | 26     | 0      |
| 2013/14                      | ADO Den Haag   | Eredivisie     | 28         | 0          | 2     | 0     | 0      | 0      | 30     | 0      |
| 2014/15                      | Excelsior      | Eredivisie     | 19         | 0          | 3     | 0     | 0      | 0      | 22     | 0      |
| 2015/16                      | AZ             | Eredivisie     | 11         | 0          | 3     | 0     | 5      | 0      | 19     | 0      |
| 2016/17                      | AZ             | Eredivisie     | 0          | 0          | 1     | 0     | 0      | 0      | 1      | 0      |
| 2017/18                      | AZ             | Eredivisie     | 0          | 0          | 0     | 0     | 0      | 0      | 3      | 0      |
| 2017/18                      | Jong AZ        | Eerste divisie | 1          | 0          | –     | –     | 0      | 0      | 1      | 0      |
| 2018/19                      | N.E.C.         | Eerste divisie | 2          | 0          | 0     | 0     | 0      | 0      | 2      | 0      |
| 2019/20                      | Sparta Nijkerk | Derde divisie  | 15         | 0          | 0     | 0     | 0      | 0      | 15     | 0      |
| 2020/21                      | Sparta Nijkerk | Derde divisie  | 3          | 0          | 0     | 0     | 0      | 0      | 3      | 0      |
| Totaal                       | Totaal         | Totaal         | 197        | 0          | 11    | 0     | 14     | 0      | 225    | 0      |
| Bijgewerkt op 5 januari 2023 |                |                |            |            |       |       |        |        |        |        |

## Erelijst
PSV
- Eredivisie

2000/01
- Johan Cruijff Schaal

2001